# PDBsum
PDBsum je baza podataka koja daje pregled sadržaja svoj 3D makromolekulskih struktura deponovanih u Proteinskoj banci podataka.
Svaka struktura u PDBsum bazi podataka uključuje sliku strukture, molekulske komponente sadržane u kompleksu, reakcioni dijagram enzima (po potrebi), ontologiju gena funkcionalne anotacije, Pfam anotaciju 1D sekvence i InterPro klasifikaciju domena, opis vezanih molekula, grafik koji prikazuje interakcije između proteina i sekundarne strukture, šematske dijagrame protein-protein interakcija, analizu otvora prisutnih unutar strukture i veze ka spoljašnjim bazama podataka.

## Spoljašnje veze
- Laskowski RA, Thornton JM. „PDBsum home page”. European Bioinformatics Institute.